# Utsunomiya Blitzen/Saison 2015
Dieser Artikel listet Erfolge und Fahrer des Radsportteams Utsunomiya Blitzen in der Saison 2015 auf.

## Abgänge – Zugänge
| Zugänge         | Team 2014 | Abgänge           | Team 2015 |
| --------------- | --------- | ----------------- | --------- |
| Takuya Yamagata |           | Hidenori Funayama | Unbekannt |

## Mannschaft
| Name            | Geburtstag        | Nationalität |
| --------------- | ----------------- | ------------ |
| Takayuki Abe    | 12. Juni 1986     | Japan        |
| Kazuki Aoyanagi | 21. Februar 1989  | Japan        |
| Takaaki Hori    | 1. Juli 1992      | Japan        |
| Nariyuki Masuda | 23. Oktober 1983  | Japan        |
| Jin Ōkubo       | 8. Oktober 1988   | Japan        |
| Yamato Shirota  | 25. November 1994 | Japan        |
| Shinri Suzuki   | 25. Dezember 1974 | Japan        |
| Yuzuru Suzuki   | 6. November 1985  | Japan        |
| Takuya Yamagata | 8. Juli 1989      | Japan        |